# عصر إعادة الإعمار

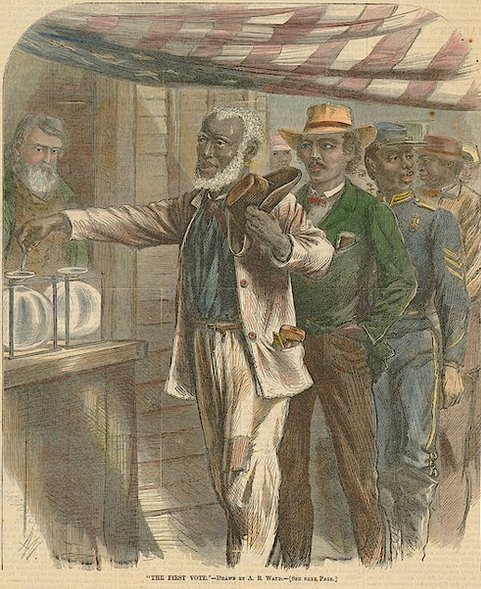

في تاريخ الولايات المتحدة الأمريكية فإن مصطلح عصر إعادة الإعمار يحمل معنيين: الأول يشمل التاريخ الكامل للبلد من 1865 وحتى 1877، وهي الأعوام التي تلت الحرب الأهلية. الثاني يركز على التحول الذي حصل في جنوب الولايات المتحدة بين عامي 1863 - 1877.
في 1863 وحتى 1865 اتخذ الرئيس ابراهام لينكولن وأندرو جونسون موقفاً لجعل جنوب البلد في وضعه الطبيعي بأقرب وقت ممكن، في حين أن الجمهوريين الراديكاليين يستخدمون الكونغرس لمنع هذا النهج المعتدل الذي سلكه الرئيس، ويطالبون بفرض شروط قاسية على الجنوب. وقد اتفق القادة الشماليون على أن الانتصار يتطلب أكثر من انتهاء القتال. فلا بد من تحقيق هدفي الحرب: كان لا بد من الانفصال تماما، والقضاء على جميع أشكال الرق. لكنهم اختلفوا كثيرا على معايير تحقيق هذه الأهداف. كما اختلفوا على درجة السيطرة الفدرالية التي يجب أن تفرض على الجنوب، وكذلك إعادة دمج الولايات الجنوبية في الاتحاد.
وقد سادت وجهة نظر لينكولن وجونسون حتى انتخابات الكونغرس في عام 1866 في الشمال، الأمر الذي مكن المتطرفين السيطرة على السياسة، وإزالة الحلفاء السابقين من موضع القوة.
كانت إعادة الإعمار عصر في غاية الأهمية في تاريخ الحقوق المدنية في الولايات المتحدة الأمريكية، ولكن معظم المؤرخين يعتبرون ذلك فضلاً ذريعاً، لأن الجنوب أصبح راكداً ويعاني بشكل كبير من الفقر وتوقف المحاصيل الزراعية، وهيمنة الديمقراطيين ذوو البشرة البيضاء، وإعادة استخدام العنف والترهيب والتمييز العنصري.
إعادة الإعمار، والتي بدأت في وقت مبكر من الحرب وانتهت في عام 1877، كانت تنطوي على سلسلة معقدة وسريعة من التغيرات في سياسات الولاية والاتحاد. ظهرت النتائج على المدى الطويل في ثلاثة تعديلات لإعادة الإعمار في الدستور: التعديل الثالث عشر، والذي ألغى الرق والعبودية؛ والتعديل الرابع عشر، الذي مدد الحماية الفدرالية القانونية للمواطنين على قدم المساواة بغض النظر عن العرق، والتعديل الخامس عشر، والذي ألغى القيود العنصرية على التصويت. انتهى إعادة الإعمار في مختلف الدول في أوقات مختلفة، والثلاثة الأخيرة بتسوية عام 1877.
خطرت ثلاث رؤى لذاكرة الحرب الأهلية أثناء إعادة الهيكلة: رؤية المصالحة التي كانت متجذّرة في التعامل مع الموت والدمار اللذين عانتهما الحرب، والرؤية العنصرية البيضاء التي تضمّنت الفصل والحفاظ على المعايير الثقافية التقليدية في الجنوب، والرؤية العاتقة التي سعت إلى إدراك الحرية الكاملة والمواطنة والمساواة الدستورية للأمريكيين من أصل أفريقي.
عندما اغتيل الرئيس أبراهام لينكون -المنتمي للحزب الجمهوري- في نهاية الحرب الأهلية، أصبح نائب الرئيس أندرو جونسون -الذي ينتمي للحزب الديمقراطي من ولاية تينيسي ومالك سابق للعبيد- رئيسًا للولايات المتحدة. فضّل جونسون اتخاذ تدابير سريعة لإعادة الجنوب إلى الكونفدرالية، ما سمح للولايات الجنوبية بتحديد حقوق العبيد المعتوقين. سعى الجمهوريون الراديكاليون في الكونغرس إلى اتخاذ تدابير فيدرالية أقوى لرفع مستوى حقوق الأميركيين الأفارقة، بما في ذلك التعديل الرابع عشر لدستور الولايات المتحدة، إضافة إلى تقويض حقوق الكونفدراليين السابقين، من خلال أحكام مشروع قانون ويد ديفيس، على سبيل المثال. اتّبع جونسون، أحد أبرز الجنوبيين الذين عارضوا الكونفدرالية، سياسةً متساهلة تجاه الكونفدراليين السابقين. تُظهر خطابات لينكون الأخيرة أنه كان يميل نحو دعم حق الاقتراع لجميع المعتوقين، بينما عارض جونسون والحزب الديمقراطي بشدّة هذا التوجّه.
هيمنت سياسات جونسون الضعيفة لإعادة الإعمار إلى أن أُجريت انتخابات الكونغرس عام 1866. وجاءت تلك الانتخابات في أعقاب اندلاع أعمال عنفٍ ضد السود في الولايات المتمرّدة سابقًا، بما في ذلك أعمال شغب ممفيس عام 1866 ومجزرة نيو أورلينز في عام 1866. منحت انتخابات عام 1866 اللاحقة الجمهوريين أغلبيةً في الكونغرس، ما مكّنهم من إقرار التعديل الرابع عشر، وإضفاء الطابع الفيدرالي عبر إقرار حقوق متساوية للمعتوقين، وحلّ المجالس التشريعية للولايات المتمرّدة إلى حين تمرير دساتير ولايات جديدة في الجنوب. تولّى السلطة ائتلافٌ جمهوري في جميع الولايات الجنوبية تقريبًا، وشرع الائتلاف إلى تحويل المجتمع عبر اعتماد اقتصاد العمل الحر، باستخدام الجيش الأمريكي ومكتب المعتوقين. التزم المكتب بحماية الحقوق القانونية للمعتوقين، والتفاوض على عقود العمل، وإنشاء المدارس والكنائس لهم. قدُم الآلاف من الشماليين إلى الجنوب بصفتهم مبشّرين ومعلّمين ورجال أعمال وسياسيين. بدأ البيض المعادون يشيرون إلى أولئك السياسيين «بالانتهازيين». في أوائل عام 1866، مرّر الكونغرس مشروع قوانين مكتب المعتوقين والحقوق المدنية وأرسلها إلى جونسون ليوقّعها. مدّد مشروع القانون الأول من فترة عمل المكتب، الذي أنشئ في الأصل  ليشكل منظّمة مؤقّتة مهمّتها مساعدة اللاجئين والمعتوقين، بينما اعتبر المشروع الثاني جميع الأشخاص الذين وُلدوا في الولايات المتحدة مواطنين متساوين أمام القانون. بعد أن استخدم جونسون حقّ النقض على مشاريع القوانين، أبطل الكونغرس حقّ النقض (veto)، ليكون بذلك قانون الحقوق المدنية أول مشروع قانون رئيس في تاريخ الولايات المتحدة يصبح قانونًا عبر تجاوز حق النقض الرئاسي. أقدم الراديكاليون في مجلس النوّاب، الذين أحبطتهم معارضة جونسون لإعادة هيكلة الكونغرس، بتقديم تُهم ضده بهدف عزله. فشل الإجراء بفارق صوت واحد في مجلس الشيوخ. أثارت القوانين الوطنية الجديدة لإعادة الهيكلة -بالأخص القوانين التي تتطلّب الاقتراع (منح الحقّ في التصويت) للمعتوقين- سخط العنصريين البيض في الجنوب، ما أدّى إلى ظهور مجموعة كو كلوكس كلان. بين عامي 1867 و1869، قتلت كلان الجمهوريين والمعتوقين الذين يعبرون بصراحة عن رأيهم في الجنوب، بما في ذلك عضو الكونغرس في أركنساس جيمس إم. هيندز.
انتُخب الرئيس الجمهوري يوليسيس غرانت عام 1868، وأيّد إعادة هيكلة الكونغرس وفرض حماية الأميركيين الأفارقة في الجنوب عبر استخدام قوانين الإنفاذ التي أقرّها الكونغرس. استخدم غرانت قوانين الإنفاذ لمحاربة كو كلوكس كلان، التي هُزمت هزيمةً نكراء، على الرغم من أن تجسيدًا جديدًا لمجموعة كلان سيظهر في نهاية المطاف مرةً أخرى ويشغل الاهتمام الوطني في عشرينيات القرن العشرين. ومع ذلك، لم يكن غرانت قادرًا على حلّ التوترات المتصاعدة داخل الحزب الجمهوري بين الجمهوريين الشماليين والجمهوريين الجنوبيين (هذه المجموعة الأخيرة سيُطلق عليها معارضو إعادة الهيكلة اسم «المشاغبين»). وفي الوقت نفسه، عبّر الذين يزعمون بأنهم محافظون «المخلّصون»، الذين تعاونوا مع بعضهم تعاونًا وثيقًا عبر جناح في الحزب الديمقراطي، عن معارضتهم الشديدة لإعادة الهيكلة. لقد زعموا أن سبب استشراء الفساد هو «المشاغبون»، والإنفاق الحكومي المُفرط، وفرض الضرائب المدمّرة. وفي الآن ذاته، تلاشى الدعم الشعبي لسياسات إعادة الهيكلة، التي تتطلّب الإشراف المستمر على الجنوب، في الشمال مع صعود الجمهوريين الليبراليين في عام 1872 وبعد أن استعاد الديمقراطيون -الذين عارضوا إعادة الهيكلة بشراسة- سيطرتهم على مجلس النواب في عام 1874. في عام 1877، ضمن صفقة بالكونغرس لانتخاب الجمهوري رذرفورد بيرتشارد هايز رئيسًا عقب الانتخابات الرئاسية المتنازع عليها عام 1876، جرى سحب قوّات الجيش الأمريكي من الولايات الثلاث (كارولينا الجنوبية ولويزيانا وفلوريدا) حيث كانت ما تزال هناك. يمثّل هذا نهاية إعادة الهيكلة.

يقول المؤرّخ إريك فونر:
«ما يبقى أكيدًا هو أن إعادة الهيكلة قد فشلت، وأن فشلها كان بالنسبة للسود كارثة لا يمكن حجب مدى جسامتها عبر الإنجازات الحقيقية التي تحقّقت».

## تأريخ عصر إعادة الهيكلة
في ولايات مختلفة، بدأت إعادة الهيكلة وانتهت في أوقات مختلفة، إذ انتهت إعادة الهيكلة الفيدرالية بتسوية عام 1877. في العقود الأخيرة، اتّبع معظم المؤرخين فونر في تأريخ إعادة هيكلة الجنوب بدءًا من عام 1863 (مع إعلان تحرير العبيد وتجربة رويال بورت) بدلًا من عام 1865. ودائمًا ما كان المؤرّخون يحدّدون تاريخ انتهاء إعادة الهيكلة بعام 1877. جرت مناقشة سياسات إعادة الهيكلة في الشمال عندما بدأت الحرب، وبدأت المناقشات تتخذ منحىً جدّيًا بعد إعلان تحرير للعبيد أصدره أبرهام لينكون في 1 يناير 1863. عادةً ما تستخدم الكتب المدرسية التي تغطّي كامل نطاق التاريخ الأمريكي الفترة الممتدّة من عام1865 إلى عام 1877 للتحدّث عن الفصل المتعلّق بعصر إعادة الهيكلة. على سبيل المثال، يفعل إريك فونر ذلك في كتابه الذي يغطّي التاريخ العام للولايات المتحدة «أعطني الحرية» ومع ذلك، يبدأ عصر إعادة الهيكلة من عام 1863 في كتابه «إعادة الهيكلة: ثورة أمريكا غير المكتملة، 1863-1877» الذي نشره في عام 1988، المتخصّص في الوضع في الجنوب.